# Paramesotriton wulingensis
Espèce
Paramesotriton wulingensis est une espèce d'urodèles de la famille des Salamandridae.

## Répartition
Cette espèce est endémique de République populaire de Chine. Elle se rencontre entre 500 et 1 800 m d'altitude dans les monts Wuling dans le sud-est du Chongqing et dans l'est du Guizhou. Sa présence est incertaine dans l’extrême Ouest du Hunan.

## Étymologie
Son nom d'espèce, composé de wuling et du suffixe latin -ensis, « qui vit dans, qui habite », lui a été donné en référence au lieu de sa découverte, les monts Wuling.

## Publication originale
- Wang, Tian & Gu, 2013 : A new species of the genus Paramesotriton (Caudata, Salamandridae). Acta Zootaxonomica Sinica, vol. 38, no 2, p. 388-397 (texte intégral).